# Tyran křiklavý
Tyran křiklavý (Tyrannus vociferans) je velký hmyzožravý pták, žijící v Severní a Střední Americe.

## Popis
- délka těla: 23 cm
- rozpětí křídel: 41 cm

Tyran křikavý je pták velký přibližně jako kos. Hlava, záda, celá křídla, kostřec i ocas jsou olivově šedé, tváře jsou tmavošedé. Hrdlo je bílé, horní prsa šedá, spodní prsa, břicho a spodní krovky ocasní pak žluté. Zobák i nohy jsou černě zbarvené.

## Rozšíření a stanoviště
Severní populace je tažná, hnízdí v severní Kalifornii a na americkém středozápadě, na severu se vyskytují i v Montaně a Kanadě. Tito ptáci zimují v jižní Kalifornii a v Mexiku. Stálá populace tyranů křikavých pak obývá Mexiko, Guatemalu, Honduras a Belize ve Střední Americe. Obývají prérie, pole i světlé jehličnaté lesy nebo subtropické lesy.

## Biologie
Tyran křikavý je hmyzožravý pták, který loví podobně jako lejsek – číhá na vyvýšeném místě a okolo letící hmyz loví za letu. Poté se zase vrací zpět na své stanoviště. Potravu však sbírají také na listech (housenky apod.) a živí se také ovocem a bobulemi.
Hnízdí od května do července. Hnízdo si staví ve větvích stromů, jedna snůška čítá 3–5 tečkovaných bílých vajec. Hnízdní okrsek si tyrani urputně brání před konkurenty i mnohem většími dravci.